# Пастинела (Терамо)
Пастинела (итал. Pastinella) је насеље у Италији у округу Терамо, региону Абруцо.
Према процени из 2011. у насељу је живело 18 становника. Насеље се налази на надморској висини од 455 м.